# Victor Callejas

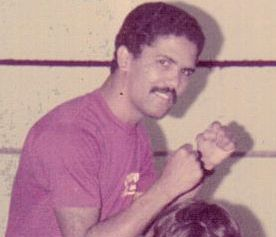
Victor Callejas

Victor Callejas (* 11. Dezember 1960 in Guaynabo, Puerto Rico) ist ein ehemaliger puerto-ricanischer Boxer im Superbantamgewicht.

## Profi
Sein Profidebüt im Februar 1979 verlor er gegen Jose Parrillo einstimmig nach Punkten. Am 26. Mai 1984 wurde er Weltmeister der WBA, als er den Italiener Loris Stecca durch technischen K. o. in Runde 8 bezwang. Diesen Gürtel verteidigte er insgesamt zweimal.
Im Jahre 1990 beendete er seine Karriere.